# Zebrasta afelandra
Zebrasta afelandra (šafranski klas, lat. Aphelandra squarrosa) zimzelena zeljasta trajnica iz porodice primogovki. Domovina joj je istočni Brazil, ali je uvezena i po drugim državama, pa i u Hrvatsku.
U prirodi naraste do 2 metra visine, ima nasuprotne listove i jarkožute cvjetove skupljene u stožaste cvatove duge 7 do 10 cm.
U domaćinstvima se uzgaja kao sobna biljka koja može narasti do 60 cm visine, a postoji nekolimko njezinih kultivara od kojih su značajniji: 'Louisae', 'Brockfeld', 'Dania', 'Leopoldii'